# Grzegorz Gajewski
Grzegorz Gajewski est un joueur d'échecs polonais né le 19 juillet 1985 à Skierniewice. Grand maître international depuis 2006, il a remporté l'open de Cappelle-la-Grande en 2011, l'open de Barcelone (au départage) en 2012 et le championnat de Pologne en 2015.
Il est le secondant de Viswanathan Anand lors du Championnat du monde d'échecs 2014 et le secondant de Dommaraju Gukesh lors du Tournoi des candidats d'échecs 2024.
Au 1er janvier 2016, Gajewski est le no 5 polonais et le 136e joueur mondial avec un classement Elo de 2 634.
En 2023, lors de l'open de Reykjavik, il se fait surprendre par Andre Nielsen lors de la première ronde du tournoi.

## Compétitions par équipe
En 2007, il remporta la médaille d'argent individuelle au troisième échiquier de la Pologne lors du championnat d'Europe par équipe.
En 2017, lors du championnat du monde par équipe, il remporte la médaille de bronze par équipe avec la Pologne et la médaille d'argent individuelle à l'échiquier de réserve.